# Клайберн, Джим
Джеймс Энос Клайберн (англ. James Enos Clyburn; род. 21 июля 1940) — американский политик, представляющий Демократическую партию, парламентский организатор большинства в Палате представителей США.
Член Палаты представителей США от 6-го избирательного округа Южной Каролины с 3 января 1993 года.

## Биография
Окончил Колледж Южной Каролины, исторически чёрное высшее учебное заведение в Оранжбурге со степенью бакалавра по истории. После окончания колледжа работал школьным учителем в Чарлстоне.
В 1969 году Клайберн принимал участие в акциях протеста в Чарлстоне, участники которых требовали равноправия для афроамериканцев, работающих в сфере здравоохранения: именно тогда он заинтересовался политикой. В том же году он принимал участие в избирательной кампании Сент-Джулиана Девайна, который в итоге стал первым чернокожим, избранным в городской совет Чарлстона.
В 1971 году, после собственной неудачной избирательной кампании в законодательное собрание штата, Клайберн был назначен советником губернатора Джона Уэста. Он стал первым чернокожим советником губернатора в истории штата. В 1972 году Клайберн возглавил новообразованную комиссию Южной Каролины по правам человека и был её председателем до своего избрания в Конгресс.
По итогам переписи населения 1990 года границы шестого избирательного округа были изменены: по требованию Верховного суда США и в соответствии с Законом об избирательных правах от 1965 года большинство избирателей в границах этого округа должны были быть афроамериканцами. Белый конгрессмен-демократ Робин Тэллон отказался от переизбрания на новый срок, а на внутрипартийных выборах Клайберн набрал 55 % голосов избирателей, победив в первом туре. На основных выборах в ноябре 1992 года он одержал уверенную победу над кандидатом-республиканцем. Впоследствии Клайберн переизбирался 15 раз.